# Pendulhakning af roer
|  | Denne artikel er oprettet af botten Steenthbot ud fra en ekstern database. Den kan derfor have sproglige fejl eller mangler. Denne skabelon kan fjernes efter kontrol af indholdet. |

Pendulhakning af roer er en dansk dokumentarfilm fra 1952 instrueret af Erik Ole Olsen efter eget manuskript.

## Handling
En rationel arbejdsmetode ved udtynding af roer.

## Medvirkende
- A.O. Rasmussen